# De Blauwe Zebra
De Blauwe Zebra was een Nederlands jeugdtheatergezelschap, opgericht in 1985 en gevestigd in Kampen. De artistieke leiding was in handen van toneelschrijver/regisseur Hans van den Boom, die eerder het jeugdtheatergezelschap Lijn Negen (1976) oprichtte, samen met Liesbeth Coltof. Typisch voor de De Blauwe Zebra was het gebruik van muziektheater waarbij veel gebruik gemaakt werd van klassieke muziek. 
De Blauwe Zebra werd door Hans van den Boom opgezet samen met Cees Debets, Jur van der Lecq, Wim Selles, Alize Zandwijk, Anneke Blok, Paul R. Kooij, Marieke Heebink en anderen. Belangrijke inspiratiebron was Hauser Orkater. 
De groep was zeer succesvol, ook buiten Nederland. Op het hoogtepunt, in 1990, stopte de groep maar kreeg een soort doorstart in de eveneens succesvolle  Haagse jeugdtheatergroep Stella Den Haag. Stella werd in 2012 als NT Jong ondergebracht bij het Het Nationale Toneel, eveneens in Den Haag.

## Voorstellingen
- 1985: "Een loket"
- 1986: "De blauwe zebra"
- 1987: "De stenen van Moutsouna"
- 1988: "Een 1/2 tuinhuis" en "De beer"
- 1989: "Matthäus"